# Yasuhiro Takemoto
Yasuhiro Takemoto (武本 康弘, Takemoto Yasuhiro?, Hyōgo, 5 de abril de 1972 - prefeitura de Quioto, 18 de julho de 2019)  foi um diretor de anime japonês, televisão e diretor de cinema . Ele trabalhava na Kyoto Animation por quase toda a sua carreira de animação, ingressando na empresa em 1996.

No dia 18 de julho de 2019 um homem incendiou o principal estúdio da Kyoto Animation, matando pelo menos 34 pessoas e ferindo 40 outras, Takemoto estava desaparecido desde então. O pai de Yasuhiro em uma entrevista conduzida pela NHK revelou o seguinte:  
''Ele estava preocupado porque sabia da noticia de que o Kyoto Animation estava em chamas, mas recentemente, ele teve muitas viagens de negócios, então eu pensei que ele não estaria presente no fogo. No entanto, a esposa do meu filho me disse que não importa quantas vezes eu ligue para ele, ele nunca respondeu''. 
Takemoto morreu no incêndio criminoso da Kyoto Animation em julho de 2019. A família de Yasuhiro Takemoto confirmou que o diretor morreu. A polícia já liberou o corpo de Takemoto para a família.

## Trabalhos
1992
- Crayon Shin-chan (animação-chave)

1994
- Crayon Shin-chan: Buriburi Ôkoku no hihô (animação-chave)

1995
- Tenchi Muyō! (animação-chave)
- Macross 7 the Movie: The Galaxy's Calling Me! (storyboard)

1996
- Aka-chan to Boku (animação-chave)
- Shin Kimagure Orange Road: Soshite ano natsu no hajimari (diretor de animação)

1997
- Doraemon (animação-chave)

1999
- Power Stone (diretor de animação)
- I'm Gonna Be An Angel! (animação-chave)

2000
- Gate Keepers (storyboard (ep 4, 10 e 16))
- Inu Yasha (storyboard, animação-chave (ep 163), diretor de episódio (ep  68))

2001
- The SoulTaker (storyboard, animação-chave, diretor de episódio (ep 3 e  6))
- Jungle wa itsumo Hare nochi Guu (diretor de episódio (ep 14 e 24), storyboard)

2002
- Tokyo Underground (diretor de episódio, storyboard (ep 7))
- Nurse Witch Komugi (diretor, storyboard, animação-chave (ep 1 e 2))
- Kiddy Grade (storyboard (ep 8, 11, 17 e 23), diretor de episódio (ep 11))
- Jungle wa itsumo Hare nochi Guu DELUXE (storyboard, animação-chave)

2003
- Full Metal Panic? Fumoffu (diretor, roteirista (ep 5), storyboard (abertura, encerramento, ep 1, 9 e 12), diretor de episódio (ep  12))
- Jungle wa itsumo Hare nochi Guu FINAL (storyboard, animação-chave)

2005
- AIR (storyboard (ep 3 e 6), diretor de episódio (ep 3), animação-chave (abertura, ep 3))
- Full Metal Panic! The Second Raid (diretor, roteirista (ep 2, 7 e 11), storyboard, diretor de episódio (ep 1, 5 e 13)[5]
- Munto 2: Beyond the Walls of Time (animação-chave)

2006
- Full Metal Panic! The Second Raid OVA (diretor, storyboard)
- Suzumiya Haruhi no Yūutsu (diretor de episódio, storyboard (ep 11))
- Kanon (diretor de episódio, storyboard (ep 6), animação-chave (abertura))

2007
- Lucky Star (diretor, storyboard (ep 6, 12, 18 e 24), diretor de episódio (ep 6 e 12))
- Clannad (diretor de episódio, storyboard (ep 10, 16 e 22))

2008
- Lucky Star: Original na Visual to Animation (diretor, roteiro  (ep 3), storyboard, diretor de episódio (ep 6))
- Clannad: After Story (storyboard (ep 5 e 24), diretor de episódio (ep 24))

2009
- K-ON! (animação-chave (ep 10))
- Suzumiya Haruhi-chan no Yūutsu (diretor, storyboard)
- Nyorōn Churuya-san (diretor, storyboard)
- Suzumiya Haruhi no Yūutsu 2009 (diretor, roteirista (ep 13-18 e 23), storyboard, diretor de episódio (ep 8))

2010
- K-ON!! (storyboard (ep 9 e 23)
- Suzumiya Haruhi no Shōshitsu (diretor, storyboard, animação-chave)

2011
- Nichijou (storyboard (ep 8), diretor de episódio (ep 8), animação-chave (ep 2 e 8)

2012
- Hyōka (diretor)

2017
- Kobayashi-san Chi no Maid Dragon (diretor)